# Brian Easdale
Brian Easdale (Mánchester, 10 de agosto de 1909 – Londres, 30 de octubre de 1995) fue un compositor y director de orquesta británico.

## Biografía
Sus obras incluyen las óperas  Rapunzel  (1927),  The Corn King  (1935, no representada hasta noviembre de 1950) y The Sleeping Children (1951). Sus trabajos orquestales incluyen Five pieces for orchestra, Six Poems y Tone Poem. Para coros, Easdale escribió Missa Coventrensis.
Easdale también compuso bandas sonoras y música para obras teatrales. Trabajó para GPO Film Unit en diferentes películas. Era el compositor favorito de Michael Powell y Emeric Pressburger y contaron con él en casi todas sus películas.

## Filmografía
- 1947: Narciso negro (Black Narcissus) de Michael Powell y Emeric Pressburger.
- 1948: Las zapatillas rojas (The Red Shoes) de Michael Powell y Emeric Pressburger.
- 1949: The Small Back Room de Powell y Pressburger.
- 1950: El libertador (The Elusive Pimpernel) de Powell y Pressburger.
- 1952: Desterrado de las islas (Outcast of the Islands) de Carol Reed
- 1952: Corazón salvaje (Gone to Earth) de Powell y Pressburger.
- 1954: El solitario (The Green Scarf) de George More O'Ferrall
- 1956: La batalla del Río de la Plata (The Battle of the River Plate) de Powell y Pressburger.
- 1957: Milagro en el Soho (Miracle in Soho) de Julian Amyes
- 1960: El fotógrafo del pánico (Peeping Tom) de Powell.
- 1961: The Queen's Guards de Powell.
- 1968: Happy Deathday de Henry Cass.
- 1978: Return to the Edge of the World de Powell.

## Premios y distinciones
Premios Óscar
| Año  | Categoría                                              | Película             | Resultado |
| ---- | ------------------------------------------------------ | -------------------- | --------- |
| 1949 | Mejor banda sonora de una película dramática o comedia | Las zapatillas rojas | Ganador   |

Festival Internacional de Cine de Venecia
| Año  | Categoría                    | Galardonado     | Resultado |
| ---- | ---------------------------- | --------------- | --------- |
| 1950 | Premio Osella a la mejor BSO | Corazón salvaje | Ganador   |